# Lenke
Lenke est un prénom hongrois féminin.

## Étymologie
Création hongroise du XIXe siècle à partir du prénom allemand Lenchen et du prénom slave Lenka, qui sont eux-mêmes des formes affectueuses de différents prénoms (Helena, Magdalena).

## Personnalités portant ce prénom
- Lenke Szilágyi (1959-), photographe hongroise